# Historia czwartego poziomu ligi polskiej w piłce nożnej
Artykuł przedstawia historię czwartego poziomu ligowego w polskiej piłce nożnej.

## do 1952
Do sezonu 1952 włącznie czwartym poziomem ligowym były niższe klasy rozgrywkowe w okręgach:
- 1921-1939 i 1946-1948 - klasa C (w  niektórych województwach)
- 1949-1951 - klasa B
- 1952 - II klasa wojewódzka

## klasa A (1953-1965/66)
Był to najwyższy, a wskutek wprowadzenia III ligi okręgowej, od sezonów 1957-1961 (w zależności od województwa), drugi poziom rozgrywkowy w okręgu.
| Sezon     | Liczba okręgów | Liczba drużyn |
| --------- | -------------- | ------------- |
| 1953      | 17             | 295           |
| 1954      | 17             | 319           |
| 1955      | 17             | 327           |
| 1956      | 17             | 341           |
| 1957      | 18             | 438           |
| 1958      | 18             | 407           |
| 1959      | 18             | 419           |
| 1960      | 18             | 422           |
| 1961      | 18             | 442           |
| 1962      | 18             | 435           |
| 1962/1963 | 18             | 452           |
| 1963/1964 | 18             | 469           |
| 1964/1965 | 18             | 450           |
| 1965/1966 | 18             | 449           |

- Od sezonu 1957 w woj. katowickim istniały dwa okręgi: katowicki i sosnowiecki (zagłębiowski).

## klasa okręgowa (1966/67-1972/73)
W tamtym okresie był to ponownie drugi poziom rozgrywek w okręgach.
| Sezon     | Liczba okręgów | Liczba drużyn |
| --------- | -------------- | ------------- |
| 1966/1967 | 17             | 242           |
| 1967/1968 | 17             | 250           |
| 1968/1969 | 17             | 259           |
| 1969/1970 | 17             | 266           |
| 1970/1971 | b.d.           | b.d.          |
| 1971/1972 | b.d.           | b.d.          |
| 1972/1973 | b.d.           | b.d.          |

## 1973/74-1975/76
Czwarty poziom ligowy był drugą ligą w województwie (w sezonie 1973/74 nazywał się klasą A, a w sezonach 1974/75 i 1975/76 - klasą międzypowiatową).

## 1976/77-1988/89
Po wprowadzeniu reformy administracyjnej, czwarty poziom ligowy (nazywany klasą okręgową bądź klasą A - w zależności od  sezonu i okręgu), był najwyższym poziomem ligowym.  PZPN pozwolił okręgom na tworzenie wspólnych lig okręgowych. Nazywały się klasą okręgową, klasą A, klasą międzywojewódzką, klasą międzyokręgową, ligą międzyokręgową lub klasą makroregionalną. Już w pierwszym sezonie (1976/77) powstały trzy takie ligi, z każdym kolejnym sezonem było ich coraz więcej. W latach 1980–1989 istniały wspólne ligi dla sąsiednich województw, które należały do innych grup III ligi.
| Okręgi                           | Sezony                            | Nazwa                                                                    |
| -------------------------------- | --------------------------------- | ------------------------------------------------------------------------ |
| Łomża-Ostrołęka                  | 1976/77-1977/78                   | klasa A                                                                  |
| Łomża-Ostrołęka-Ciechanów        | 1978/79-1988/89                   | 1978/79-1979/80 - klasa A, 1980/81-1988/89 - klasa okręgowa              |
| Białystok-Suwałki                | 1986/87-1988/89                   | klasa okręgowa                                                           |
| Toruń-Elbląg                     | 1979/80-1980/81                   | klasa okręgowa                                                           |
| Gorzów Wielkopolski-Piła         | 1985/86-1988/89                   | klasa międzyokręgowa                                                     |
| Jelenia Góra-Legnica             | 1980/81-1988/89                   | klasa okręgowa                                                           |
| Leszno-Zielona Góra              | 1980/81-1981/82, 1984/85-1988/89  | 1980/81-1981/82 - klasa okręgowa, 1984/85-1988/89 - klasa międzyokręgowa |
| Tarnów-Nowy Sącz                 | 1980/81-1987/88                   | klasa międzyokręgowa                                                     |
| Rzeszów-Krosno                   | 1980/81                           | klasa okręgowa                                                           |
| Rzeszów-Krosno-Przemyśl          | 1977/78-1979/80, 1981/82          | 1977/78-1979/80 - klasa okręgowa, 1981/82 - klasa "M"                    |
| Krosno-Przemyśl                  | 1985/86-1988/89                   | klasa "M"                                                                |
| Radom-Kielce-Tarnobrzeg          | 1979/80                           | klasa okręgowa                                                           |
| Lublin-Zamość                    | 1983/84                           | klasa międzyokręgowa                                                     |
| Lublin-Chełm-Zamość              | 1984/85-1985/86                   | klasa międzyokręgowa                                                     |
| Chełm-Zamość                     | 1976/77, 1980/81, 1986/87-1988/89 | klasa międzyokręgowa                                                     |
| Biała Podlaska-Chełm             | 1981/82-1983/84                   | klasa międzyokręgowa                                                     |
| Biała Podlaska-Siedlce           | 1976/77-1977/78, 1984/85-1988/89  | klasa międzyokręgowa                                                     |
| Lublin-Siedlce-Chełm-Zamość      | 1978/79-1979/80                   | klasa międzyokręgowa                                                     |
| Kalisz-Sieradz                   | 1979/80-1985/86                   | klasa międzyokręgowa                                                     |
| Kalisz-Sieradz-Konin             | 1986/87-1988/89                   | klasa międzyokręgowa                                                     |
| Włocławek-Konin                  | 1979/80-1985/86                   | liga okręgowa                                                            |
| Piotrków Trybunalski-Łódź        | 1983/84-1985/86                   | klasa okręgowa                                                           |
| Płock-Skierniewice               | 1978/79-1988/89                   | liga międzyokręgowa                                                      |
| Częstochowa-Piotrków Trybunalski | 1986/87-1988/89                   | liga międzywojewódzka                                                    |
| Toruń-Włocławek                  | 1986/87-1988/89                   | liga okręgowa                                                            |
| Radom-Piotrków Trybunalski       | 1980/81                           | liga międzyokręgowa                                                      |
| Koszalin-Słupsk                  | 1986/87-1988/89                   | klasa okręgowa                                                           |
| Rzeszów-Krosno-Tarnobrzeg        | 1982/83-1984/85                   | klasa "M"                                                                |
| Rzeszów-Tarnobrzeg               | 1985/86                           | klasa "M"                                                                |
| Olsztyn-Elbląg                   | 1986/87-1988/89                   | klasa okręgowa                                                           |

W sezonach 1976/77-1988/89 istniały na czwartym poziomie ligowym dwie grupy katowickiej klasy okręgowej,  w sezonie 1976/77 słupskiej klasy okręgowej, a w sezonach 1987/88-1988/89 - bialskiej klasy okręgowej.

## 1989/90
W 1989 roku PZPN utworzył 16 grup (14 międzywojewódzkich i 2 wojewódzkie) na czwartym poziomie ligowym, zwanych ligami makroregionalnymi. Jedynie OZPN-y w Katowicach i Olsztynie miały swoje grupy wojewódzkie.
| Makroregion         | Okręgi                                            |
| ------------------- | ------------------------------------------------- |
| Warszawsko-Mazurski | Białystok-Łomża-Suwałki                           |
| Warszawsko-Mazurski | Warszawa-Ostrołęka-Ciechanów                      |
| Warszawsko-Mazurski | Olsztyn                                           |
| Pomorski            | Gdańsk-Słupsk                                     |
| Pomorski            | Elbląg-Bydgoszcz-Toruń                            |
| Wielkopolski        | Poznań-Piła-Gorzów Wielkopolski-Koszalin-Szczecin |
| Dolnośląski         | Wrocław-Wałbrzych-Jelenia Góra                    |
| Dolnośląski         | Leszno-Legnica-Zielona Góra                       |
| Śląski              | Bielsko-Biała-Częstochowa-Opole                   |
| Śląski              | Katowice                                          |
| Małopolski          | Kraków-Nowy Sącz-Tarnów                           |
| Małopolski          | Rzeszów-Krosno-Przemyśl                           |
| Kielecko-Lubelski   | Radom-Kielce-Tarnobrzeg                           |
| Kielecko-Lubelski   | Biała Podlaska-Lublin-Siedlce-Chełm-Zamość        |
| Centralny           | Łódź-Piotrków Trybunalski-Kalisz-Sieradz          |
| Centralny           | Włocławek-Konin-Płock-Skierniewice                |

## 1990/91 - 1995/96
W 1990 roku rozgrywki III ligi zostały przekazane makroregionom. Powstały również Rady Makroregionów, które ustalały zasady awansu do III ligi - liczbę zespołów awansujących bezpośrednio do danej grupy III ligi oraz pary barażowe.
| Makroregion            | Okręgi                             | Sezony                                                    | Nazwa                        |
| ---------------------- | ---------------------------------- | --------------------------------------------------------- | ---------------------------- |
| Warszawsko-Mazurski    | Białystok-Łomża                    | 1990/91-1995/96                                           | klasa okręgowa               |
| Warszawsko-Mazurski    | Warszawa-Ostrołęka-Ciechanów       | 1990/91-1995/96                                           | międzyokręgowa liga seniorów |
| Wielkopolski           | Koszalin-Szczecin                  | 1992/93-1994/95                                           | klasa makroregionalna        |
| Wielkopolski           | Poznań zachód-Gorzów Wielkopolski  | 1992/93-1994/95                                           | klasa makroregionalna        |
| Wielkopolski           | Poznań wschód-Piła                 | 1992/93-1994/95                                           | klasa makroregionalna        |
| Dolnośląski            | Wrocław-Wałbrzych-Jelenia Góra     | 1990/91-1995/96                                           | liga makroregionalna         |
| Dolnośląski            | Leszno-Legnica-Zielona Góra        | 1990/91-1995/96                                           | liga makroregionalna         |
| Śląski                 | Bielsko-Biała-Częstochowa-Opole    | 1990/91-1995/96                                           | liga międzywojewódzka        |
| Małopolski             | Kraków-Nowy Sącz-Tarnów            | 1990/91-1995/96                                           | klasa międzyokręgowa         |
| Małopolski             | Rzeszów-Krosno-Przemyśl            | 1990/91-1995/96                                           | klasa regionalna             |
| Kielecko-Lubelski      |                                    |                                                           |                              |
| Lublin-Chełm           | 1990/91                            | klasa międzywojewódzka                                    |                              |
| Lublin-Radom           | 1994/95-1995/96                    | 1994/95 - klasa międzyokręgowa, 1995/96 - IV liga         |                              |
| Chełm-Zamość           | 1991/92-1995/96                    | 1991/92-1994/95 - klasa międzyokręgowa, 1995/96 - IV liga |                              |
| Biała Podlaska-Siedlce | 1990/91-1995/96                    | 1990/91-1994/95 - klasa międzyokręgowa, 1995/96 - IV liga |                              |
| Centralny              | Kalisz-Sieradz                     | 1990/91-1995/96                                           | klasa międzyokręgowa         |
| Centralny              | Włocławek-Konin-Płock-Skierniewice | 1990/91-1995/96                                           | liga międzyokręgowa          |
| Centralny              | Piotrków Trybunalski-Łódź          | 1994/95-1995/96                                           | klasa międzyokręgowa         |

W sezonach 1990/91-1995/96 czwarty poziom ligowy w woj. katowickim nazywał się ligą śląską, a w sezonie 1995/96 czwarty poziom ligowy w województwach: szczecińskim, koszalińskim, poznańskim, gorzowskim i pilskim nazywał się IV ligą.

## 1996/97 - 1997/98
W 1996 roku powstała IV liga makroregionalna w ostatnim z makroregionów (warszawsko-mazurskim), w związku z czym w całej Polsce czwarty poziom ligowy nazywał się IV ligą. W sumie było 25 grup IV ligi, rok później 22 grupy.
| Makroregion         | Ilość grup | Grupy                                                        | Grupy                           | Grupy                              | Grupy                  | Grupy     |
| ------------------- | ---------- | ------------------------------------------------------------ | ------------------------------- | ---------------------------------- | ---------------------- | --------- |
| Wielkopolski        | 5          | Poznań                                                       | Gorzów                          | Koszalin                           | Piła                   | Szczecin  |
| Pomorski            | 5          | Elbląg                                                       | Gdańsk                          | Słupsk                             | Toruń                  | Bydgoszcz |
| Kielecko-Lubelski   | 4          | Radom-Lublin                                                 | Tarnobrzeg-Kielce               | Zamość-Chełm                       | Biała Podlaska-Siedlce |           |
| Centralny           | 3          | Piotrków Trybunalski-Łódź                                    | Sieradz-Kalisz                  | Włocławek-Płock-Konin-Skierniewice |                        |           |
| Śląski              | 2          | Katowice                                                     | Częstochowa-Opole-Bielsko       |                                    |                        |           |
| Warszawsko-Mazurski | 2          | Białystok-Ciechanów-Łomża-Ostrołęka-Olsztyn-Suwałki-Warszawa | Białystok-Olsztyn-Łomża-Suwałki |                                    |                        |           |
| Małopolski          | 2          | Kraków-Nowy Sącz-Tarnów                                      | Rzeszów-Krosno-Przemyśl         |                                    |                        |           |
| Dolnośląski         | 2          | Wrocław-Jelenia Góra-Wałbrzych                               | Legnica-Leszno-Zielona Góra     |                                    |                        |           |
| Razem               | 25         |                                                              |                                 |                                    |                        |           |

| Makroregion         | Ilość grup | Grupy                                                        | Grupy                           | Grupy                              | Grupy                  | Grupy     |
| ------------------- | ---------- | ------------------------------------------------------------ | ------------------------------- | ---------------------------------- | ---------------------- | --------- |
| Pomorski            | 5          | Elbląg                                                       | Gdańsk                          | Słupsk                             | Toruń                  | Bydgoszcz |
| Kielecko-Lubelski   | 4          | Radom-Lublin                                                 | Tarnobrzeg-Kielce               | Zamość-Chełm                       | Biała Podlaska-Siedlce |           |
| Centralny           | 3          | Piotrków Trybunalski-Łódź                                    | Sieradz-Kalisz                  | Włocławek-Płock-Konin-Skierniewice |                        |           |
| Śląski              | 2          | Katowice-Bielsko                                             | Częstochowa-Opole-Katowice      |                                    |                        |           |
| Warszawsko-Mazurski | 2          | Białystok-Ciechanów-Łomża-Ostrołęka-Olsztyn-Suwałki-Warszawa | Białystok-Olsztyn-Łomża-Suwałki |                                    |                        |           |
| Małopolski          | 2          | Kraków-Nowy Sącz-Tarnów                                      | Rzeszów-Krosno-Przemyśl         |                                    |                        |           |
| Dolnośląski         | 2          | Wrocław-Jelenia Góra-Wałbrzych                               | Legnica-Leszno-Zielona Góra     |                                    |                        |           |
| Północno-zachodni   | 2          | Szczecin-Koszalin                                            | Gorzów-Poznań-Piła              |                                    |                        |           |
| Razem               | 22         |                                                              |                                 |                                    |                        |           |

## 1998/1999 - 1999/2000
W 1998 roku powstały po dwie grupy IV ligi w każdym z 8 makroregionów.
| Makroregion         | Grupy                                                           |
| ------------------- | --------------------------------------------------------------- |
| Wielkopolski        | Koszalin-Szczecin                                               |
| Wielkopolski        | Poznań, Gorzów Wielkopolski-Piła                                |
| Pomorski            | Gdańsk-Słupsk                                                   |
| Pomorski            | Elbląg-Bydgoszcz-Toruń                                          |
| Warszawsko-Mazurski | Warszawa-Białystok-Olsztyn-Suwałki-Łomża-Ostrołęka-Ciechanów I  |
| Warszawsko-Mazurski | Warszawa-Białystok-Olsztyn-Suwałki-Łomża-Ostrołęka-Ciechanów II |
| Dolnośląski         | Legnica-Leszno-Zielona Góra                                     |
| Dolnośląski         | Wrocław-Wałbrzych-Jelenia Góra                                  |
| Centralny           | Łódź-Piotrków Trybunalski-Sieradz-Kalisz                        |
| Centralny           | Płock-Skierniewice-Włocławek-Konin                              |
| Kielecko-Lubelski   | Kielce-Tarnobrzeg-Chełm-Zamość                                  |
| Kielecko-Lubelski   | Lublin-Radom-Biała Podlaska-Siedlce                             |
| Śląski              | Bielsko-Biała-Katowice                                          |
| Śląski              | Opole-Częstochowa-Katowice                                      |
| Małopolski          | Rzeszów-Krosno-Przemyśl                                         |
| Małopolski          | Kraków-Nowy Sącz-Tarnów                                         |

## IV liga (2000/2001 - 2007/2008)
Z chwilą utworzenia 16 województw, IV liga istniała jako najwyższy poziom w każdym z województw.

## III liga (2008/2009 - 2015/2016)
W 2008 roku PZPN wprowadził reformę, na mocy której utworzono 8 grup na czwartym poziomie ligowym (po dwa sąsiednie województwa). Zmieniono również nazwę z IV na III liga.

## III liga (od 2016/2017)
Kolejna reforma PZPN połączyła po dwie grupy III ligi w jedną - powstało 4 grupy grupujące zespoły z 4 województw.